# Неуман, Андрес
Андрес Неуман (исп. Andrés Neuman; род. 28 января 1977, Буэнос-Айрес) — аргентинский и испанский поэт, прозаик, журналист.

## Биография
Сын еврейских музыкантов, эмигрировавших из Германии в Аргентину. В 14 лет переехал в Гранаду, где живёт по сей день. Получил испанское гражданство. Выступает в крупнейших испанских и аргентинских газетах.

## Творчество
Дебютировал как поэт (1998), его стихи были включены в наиболее престижные антологии испанской поэзии конца 1990-х—начала 2000-х годов. В дальнейшем выпустил несколько романов и сборников новелл. Публикует эссе, перевёл знаменитый лирический цикл Вильгельма Мюллера «Зимний путь» (2003).

## Книги

### Поэзия
- Simulacros (1998)
- Métodos de la noche (1998, премия Антонио Карвахаля)
- Alfileres de luz (1999, премия Гарсиа Лорки)
- El jugador de billar (2000)
- El tobogán (2002, премия издательства «Гиперион»)
- La canción del antílope (2003)
- Gotas negras (2003)
- Sonetos del extraño (2007)
- Mística abajo (2008)
- Década, стихотворения 1997—2007 годов (2008)
- No sé por qué y Patio de locos (2013)

### Романы
- Bariloche (1999, финалист премии «Эрральде»)
- La vida en las ventanas (2002), финалист премии «Примавера»)
- Una vez Argentina (2003, финалист премии «Эрральде»)
- El viajero del siglo (2009, финалист премии Ромуло Гальегоса, премия издательства «Альфагуара», премия критики «Буря в стакане», финалист премии «Индепендент» за переводную прозу; по оценкам газеты El País и культурного приложения к газете El Mundo, роман вошёл в пятерку лучших испаноязычных книг года, переизд. 2010)
- Hablar solos (2012)

### Новеллы
- El que espera (2000)
- El último minuto (2001)
- Alumbramiento (2006)
- Hacerse el muerto (2011)
- El fin de la lectura, новеллы 2000—2010 (2011)

### Эссе
- El equilibrista (2005).
- Cómo viajar sin ver (Latinoamérica en tránsito) (2011)

## Публикации на русском языке
- Из сборника Свечение / Пер. Т. Ильинской. // Иностранная литература, 2010, № 10, с.176—180
- Роман Барилоче /Пер. О.Кулагиной. // Иностранная литература, 2016, №4
- Роман Странник века / Пер. О. Кулагиной. // Иностранная литература, 2022, № 7-12

## Признание
Книги Неумана отмечены крупными премиями, переведены на французский, итальянский, португальский и другие языки. Роберто Боланьо, чрезвычайно высоко ценивший его прозу, считал, что «литература XXI века будет принадлежать Неуману и горстке его братьев по крови» (Bolaño R. Entre paréntesis. Barcelona: Anagrama, 2004, p. 141). В 2007, когда мировым центром книги была Богота, в рамках Книжной ярмарки имя Неумана было включено в список 39 крупнейших писателей Латинской Америки в возрасте до 39 лет. В 2010 журнал Granta включил его в число 22 лучших молодых авторов, пишущих по-испански ( Архивная копия от 8 июля 2013 на Wayback Machine).